# Awissa
Awissa – ciek (rzeka lub struga), lewobrzeżny dopływ Narwi o długości 18,17 km, powierzchni zlewni 148,03 km² i średnim przepływie 0,3 m³/s.
Nazwa ma pochodzenie jaćwieskie.

## Położenie
Rzeka przepływa m.in. przez miejscowości Roszki-Ziemaki, Roszki-Wodźki, Roszki-Włodki, Płonka Kościelna i Łapy. W Płonce-Matyskach wpada do niej jedyny nazwany dopływ – Ślina. Do Narwi uchodzi na terenie Narwiańskiego Parku Narodowego. W większości płynie przez Wysoczyznę Wysokomazowiecką, a dolny odcinek płynie przez Dolinę Górnej Narwi. Ostatni odcinek jest uregulowany.
W systemie gospodarki wodnej jest jednolitą częścią wód powierzchniowych Awissa o międzynarodowym kodzie PLRW20001726157499, zaliczoną do typu 17 (potok nizinny piaszczysty). Według planu gospodarowania wodami na obszarze dorzecza Wisły z roku 2011 podlegała regionalnemu zarządowi gospodarki wodnej w Warszawie, leżąc w regionie wodnym Środkowej Wisły. Po reformie administracji wodnej należy do regionu Narwi (RZGW Białystok), zlewni Górnej Narwi (zarząd zlewni w Białymstoku) i podlega nadzorowi wodnemu w Łapach. Na Mapie Podziału Hydrograficznego Polski ma identyfikator 261574.
Nieco ponad połowę powierzchni zlewni stanowią grunty orne, po niecałe 20% lasy i użytki zielone, a 9% obszary zabudowane. Jej część (użytki zielone, olsy) jest zatorfiona.

## Jakość wód
Wody Awissy mają odczyn lekko zasadowy. Na przestrzeni kilkudziesięciu lat mierzone pH wynosiło ok. 7,6. Zasolenie wyrażone jako przewodność elektrolityczna średnio wynosi około 600 μS•cm-1. 
Awissa odbiera ścieki m.in. z oczyszczalni w Sokołach (gminnej, kółek rolniczych, oddziału zakładów Mlekovita) oraz komunalnej oczyszczalni w Łapach.
W latach 1997 i 2001 wody Awissy w pobliżu ujścia do Narwi klasyfikowano w ówczesnej trzeciej klasie czystości. O takiej klasie decydowała zawartość niektórych form azotu i fosforu oraz miano Coli, podczas gdy pozostałe wskaźniki fizykochemiczne i wskaźniki dotyczące planktonu, czyli stężenie chlorofilu a i sestonowy indeks saprobów spełniały ówczesne warunki lepszych klas. W 2010 stan ekologiczny wód sklasyfikowano według ówczesnych kryteriów jako umiarkowany (III klasa), o czym zadecydowało przekroczenie norm dla warunków tlenowych, w tym zawartość ogólnego węgla organicznego i niektórych form azotu oraz stan fitobentosu. Na podstawie badań z lat 2016-2019 stan ekologiczny sklasyfikowano jako słaby (IV klasa), a stan chemiczny jako poniżej dobrego. O klasie stanu ekologicznego zadecydował słaby stan fitobentosu, podczas gdy stan makrobezkręgowców bentosowych i makrofitów był umiarkowany. Stanu ichtiofauny nie dało się sklasyfikować ze względu na zbyt małą liczbę stwierdzonych gatunków. Spośród parametrów dotyczących warunków tlenowych, normy stanu dobrego przekroczyło chemiczne zapotrzebowanie tlenu mierzone metodą nadmanganianową. Stwierdzono również podwyższoną zawartość wapnia i twardość wody. Normy przekroczyły również stężenia azotu i fosforu. Z kolei stan elementów hydromorfologicznych sklasyfikowano jako zły (V klasa). Na klasyfikacji stanu chemicznego zaważyła zawartość PBDE w tkankach ryb, kadmu, heptachloru, fluorantenu oraz WWA.
W okresie wyodrębniania w Polsce obszarów szczególnie narażonych na zanieczyszczenia związkami azotu (w myśl dyrektywy azotanowej), zlewnia Awissy należała do OSN Dopływy Narwi od Lizy do Śliny.
W osadach poniżej ujścia z oczyszczalni ścieków w Łapach stwierdzono zanieczyszczenie chromem (57,1 mg•kg-1), niklem i kobaltem, a w mniejszym stopniu miedzią.
Ze względu na niską jakość wód Awissy są one uważane za zagrożenie dla jakości wód Narwi. 

## Przyroda
Awissa od Płonki Kościelnej przepływa przez otulinę Narwiańskiego Parku Narodowego i jednocześnie obszar specjalnej ochrony ptaków Bagienna Dolina Narwi, a od Łap przez sam park i specjalny obszar ochrony siedlisk Narwiańskie Bagna.
Ichtiofauna Awissy jest uboga. W latach 2010–2011 w granicach parku narodowego stwierdzono płoć i kiełbia. W ramach państwowego monitoringu jakości wód w 2019 podjęto próbę sklasyfikowania stanu ichtiofauny, uzyskując wynik EFI+_PL=0,67, jednak ze względu na zbyt małą liczbę gatunków uznano, że nie nadaje się do oceny.
W mykobiocie Awissy stwierdzono m.in. natępujące gatunki: Blastocladiopsis parva, Catenaria verrucosa, Catenophlyctis variabilis, Micromycopsis cristata, Rhizophlyctis rosea, Polyphagus euglenae, Pythium pulchrum, Rhipidium americanum, Achlya americana, Achlya dubia, Achlya glomerata, Aphanomyces irregularis, Saprolegnia monoica oraz grzyby drapieżne: Zoophagus insidians, Arthrobotrys oligospora i Dactylaria brochopaga.